# Euryspongia
Euryspongia es un género de esponjas perteneciente a la familia Dysideidae.
Las especies de este género se encuentran en el océano Índico y en el Pacífico.

## Especies
Se reconocen las siguientes:
- Euryspongia arenaria Bergquist, 1961
- Euryspongia canalis
- Euryspongia coerulea Samaai, Pillay & Janson, 2019
- Eurispongia coreana Lee & Sim, 2007
- Euryspongia delicatula Berquist, 1995
- Euryspongia flabellum Kim, Lee & Sim, 2020
- Euryspongia heroni Pulitzer-Finali, 1982
- Fila de Euryspongia lactea Row, 1911
- Euryspongia lankesteri Lehnert & van Soest, 1999
- Euryspongia linea Kim, Lee & Sim, 2020
- Euryspongia lobataBergquist Bergquist, 1965
- Euryspongia phlogera de Laubenfels, 1954
- Euryspongia radicula Kim, Lee & Sim, 2020
- Euryspongia raouchensis Vacelet, Bitar, Carteron, Zibrowius & Pérez, 2007
- Euryspongia regularis Lee & Sim, 2007
- Euryspongia rosea Laubenfels, 1936
- Euryspongia semicanalis (Ridley, 1884)
- Euryspongia spina Kim, Lee & Sim, 2020